# Provincia di Bartın
La provincia di Bartın (in turco Bartın ili) è una provincia della Turchia.

## Geografia antropica

### Suddivisioni amministrative

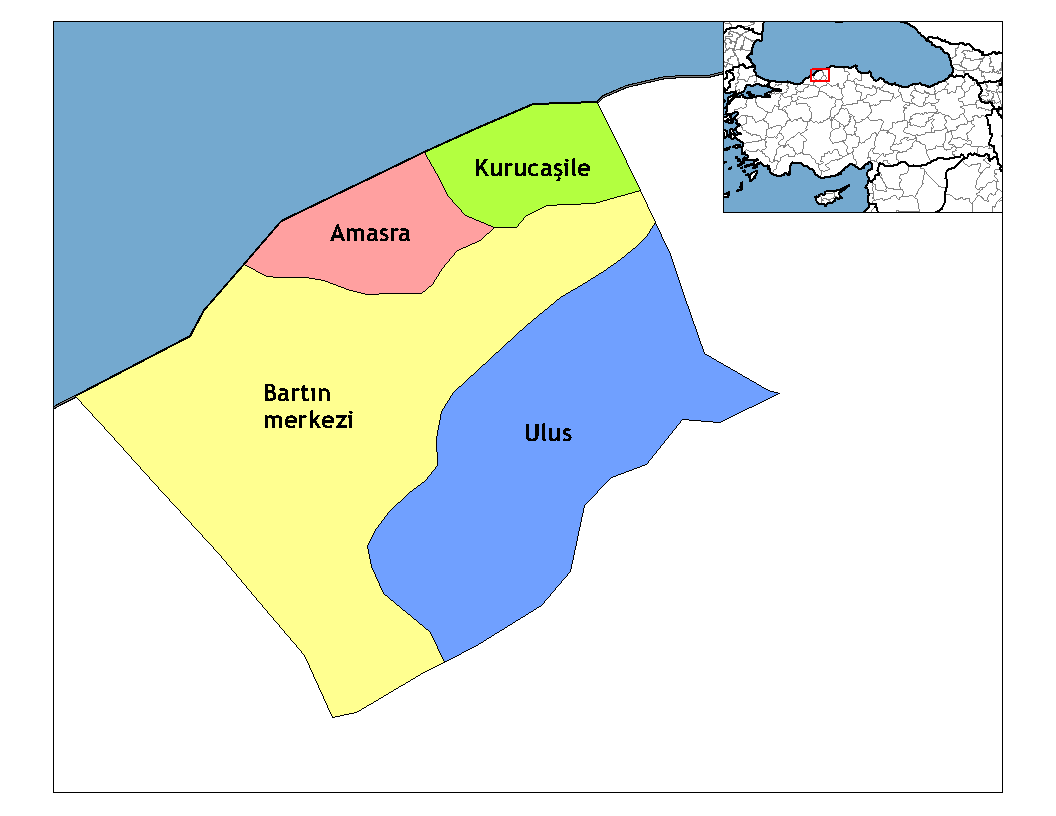
Distretti della provincia di Bartın

La provincia è divisa in 4 distretti:
- Bartın (centro)
- Amasra
- Kurucaşile
- Ulus

Fanno parte della provincia 9 comuni e 265 villaggi.